# ياكوزا 3
ياكوزا 3 (بالإنجليزية:Yakuza 3) (باليابانية: 龍が如く3 )، هي لعبة إلكترونية أنتجها شركة سيجا عام 2009م، وهي الجزء الثالث من سلسلة ياكوزا «العصابة المنظمة» ، تعمل بنظام بلاي ستيشن 3 ، وتدعم اللغتين الرسمتين وهما اليابانية والإنجليزية .

## قصة اللعبة
بطل اللعبة كازوما، قرر أن يسافر إلى جزيرة أوكيناوا ليغير حياته إلى الأفضل، إلا أن أصدقاء كازوما طلب منه أن يعود إلى طوكيو بسبب قضية رجل من الياكوزا تعرض لإطلاق النار من قبل يقال بأنهم عناصر من المخابرات الأمريكية CIA ، فقرر أن يأخذ الثأر من العصابات اليابانية والمافيا الأمريكية المتنكرة باسم السي آي ايه، واكتشف كازوما أن الأمريكيين لم يكونوا من المخابرات، بل أنهم أصحاب الزي الأسود الذين يريدون الحصول على المال بأي ثمن .

## ميزات اللعبة
منذ ادخال نظام البلاي ستيشن 3 تحسن المنظر والتصميم بشكل أفضل من الجزئين السابقين، حيث يصور أحد أحياء طوكيو وجزيرة أوكيناوا بشكل أفضل، كما تستطيع أن تقابل رجلا يابانيا يسألك عن وجود القوات الأمريكية في أوكيناوا والذي يصف الأمريكيين بأنهم محتلين، كما يأخذ القصة المختارة أن كازوما يواجه أحد الأمريكيين الذين اختطفوا فتاة يابانية، ومن الممل أن يجد البطل كازوما أن يقوم بعناية الطلاب الصغار وبحثهم عنهم، وغير ذلك .

## وصلات خارجية
- Official website for North America
- Official website for UK